# Papallona tigre
La papallona tigre (Danaus chrysippus) és una espècie de lepidòpter papilionoïdeu de la família dels nimfàlids (Nymphalidae) migrant als Països Catalans.

## Distribució
Es troba a les Canàries, Àfrica, esporàdica a la costa del Mediterrani, est de Turquia, Aràbia Saudita, Àsia tropical i Austràlia. Té un fort comportament migrador: per exemple, fa incursions a Europa durant l'estiu. A la península Ibèrica és resident a zones de la costa Mediterrània d'Andalusia. Es tracta d'una espècie procedent de l'Àfrica tropical.
A Catalunya migra regularment des de la dècada dels 80. Els primers exemplars arriben a principis d'estiu o més rarament a finals de primavera i es distribueixen per zones d'aiguamolls de la costa. Alguns anys arriba a ser molt abundant al Delta de l'Ebre entre finals d'estiu fins a començaments de tardor. També es dispersa cap a localitats més a l'interior, essent més rara en aquests indrets.

## Descripció

### Imago
Envergadura alar d'entre 70 i 80 mm. Relativament similar a la papallona monarca (Danaus plexippus), però més petita i sense la venació alar negra. La seva coloració predominant consta de diversos tons de taronja amb bandes marginals, apicals i subapicals negres amb taques blanques. Cap i tòrax negre amb punts blancs. Abdomen marró ataronjat.

### Eruga
És blanca amb multitud de línies horitzontals negres i alguns segments abdominals grocs. Presenta tres parells de banyes vermell fosques molt vistoses al 3r, 6è i 12è segment. Existeix una forma verda però molt més rara.

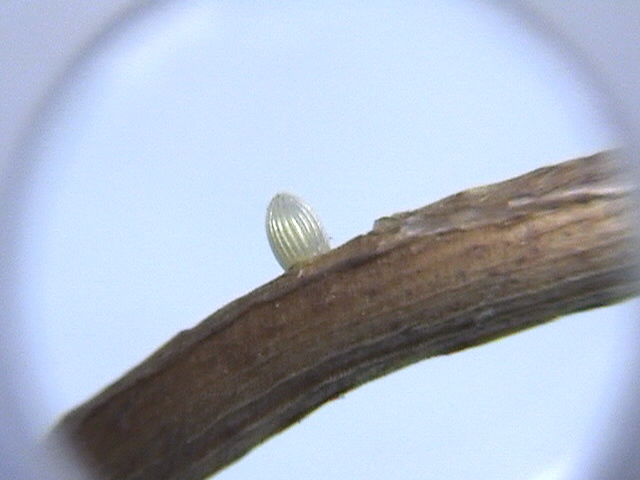
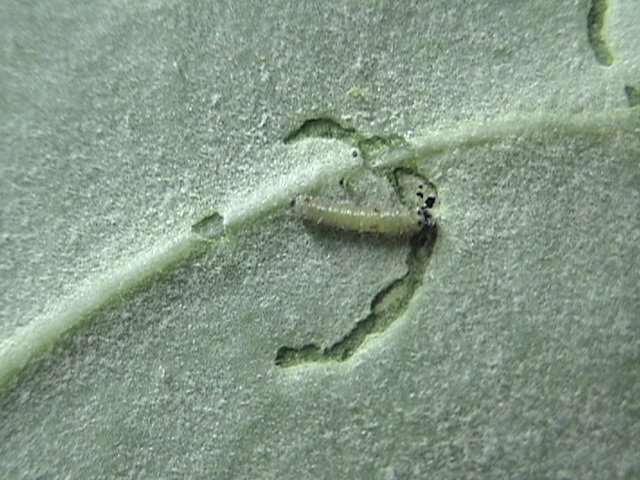
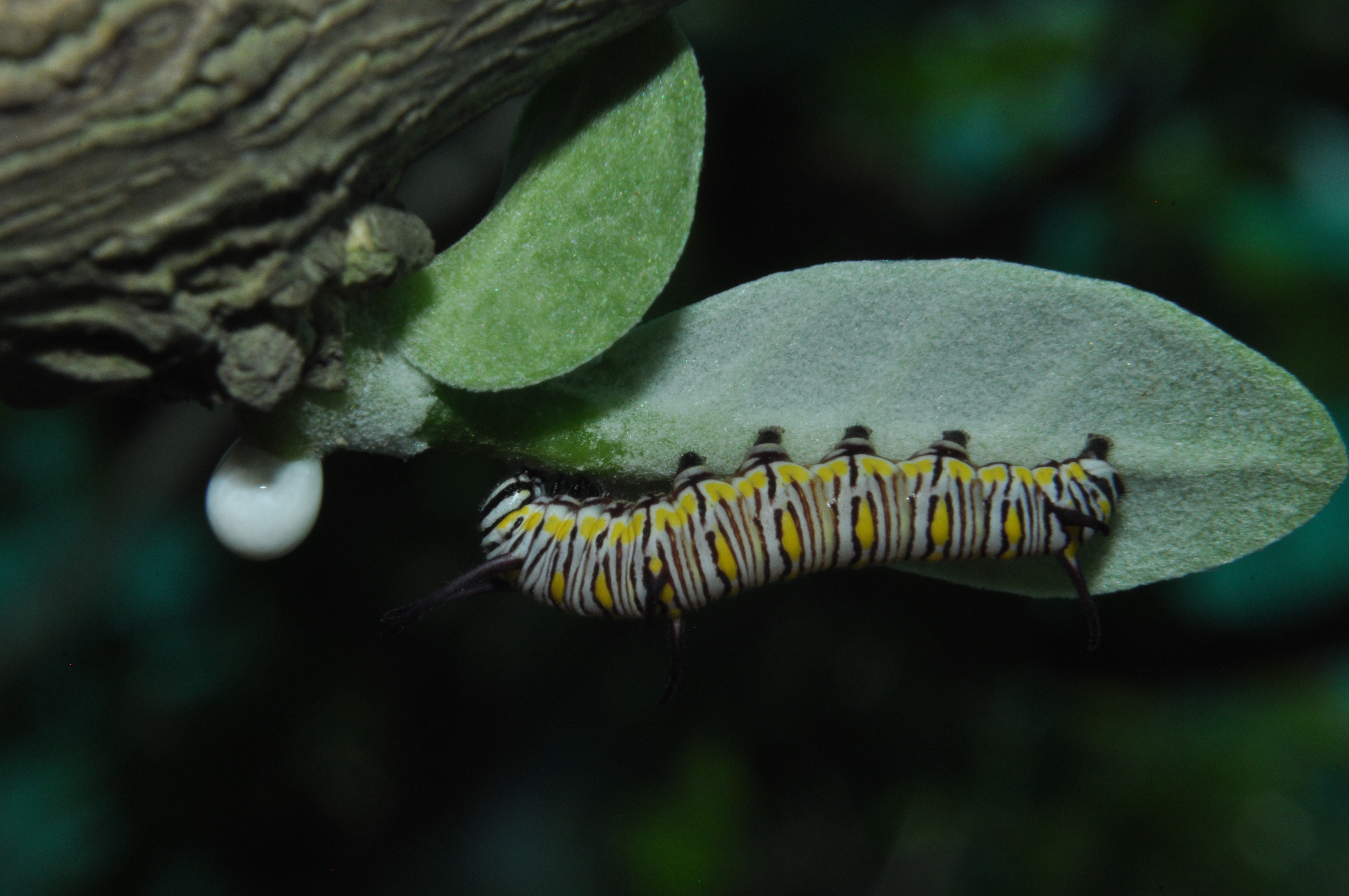
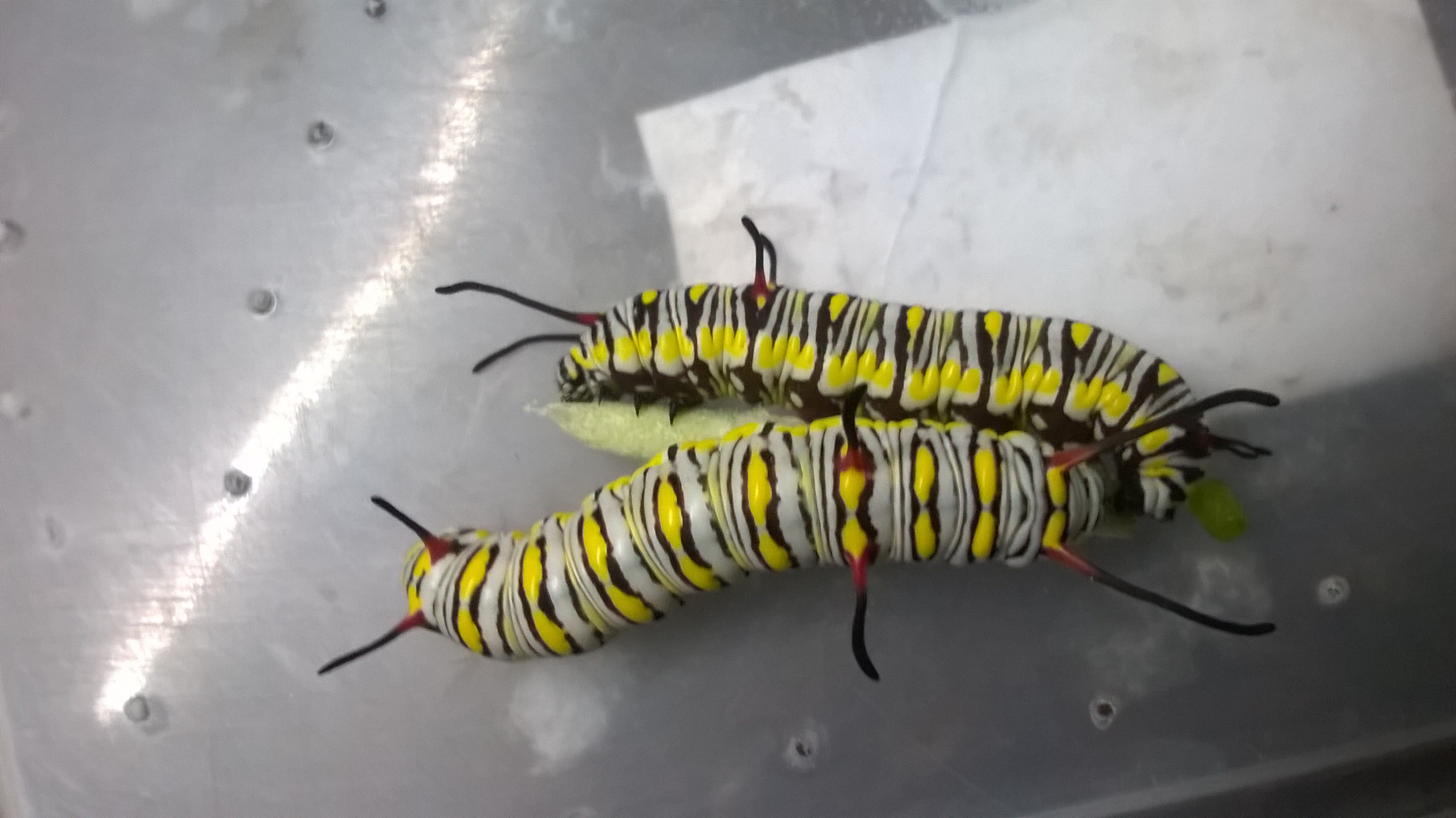
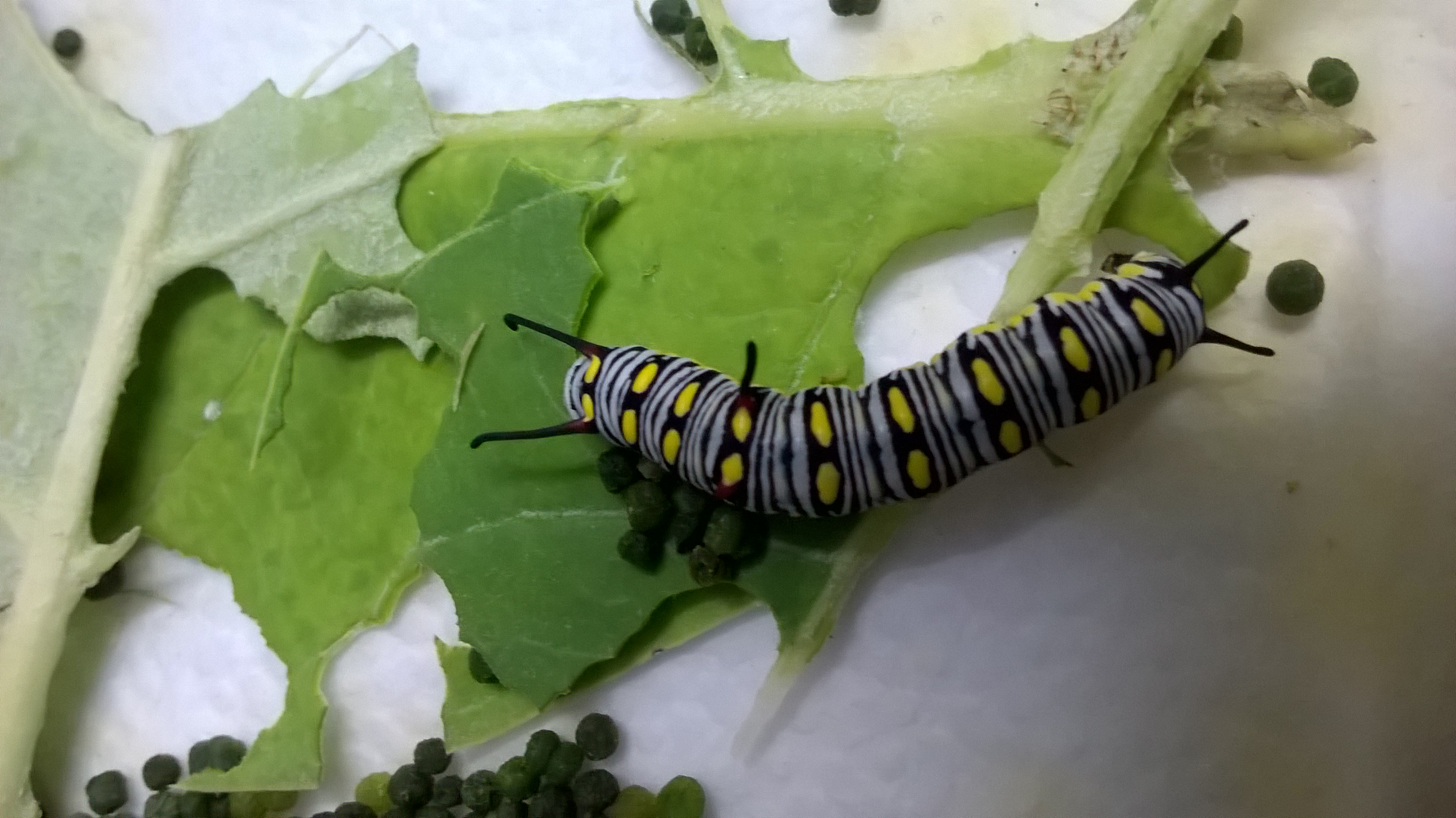
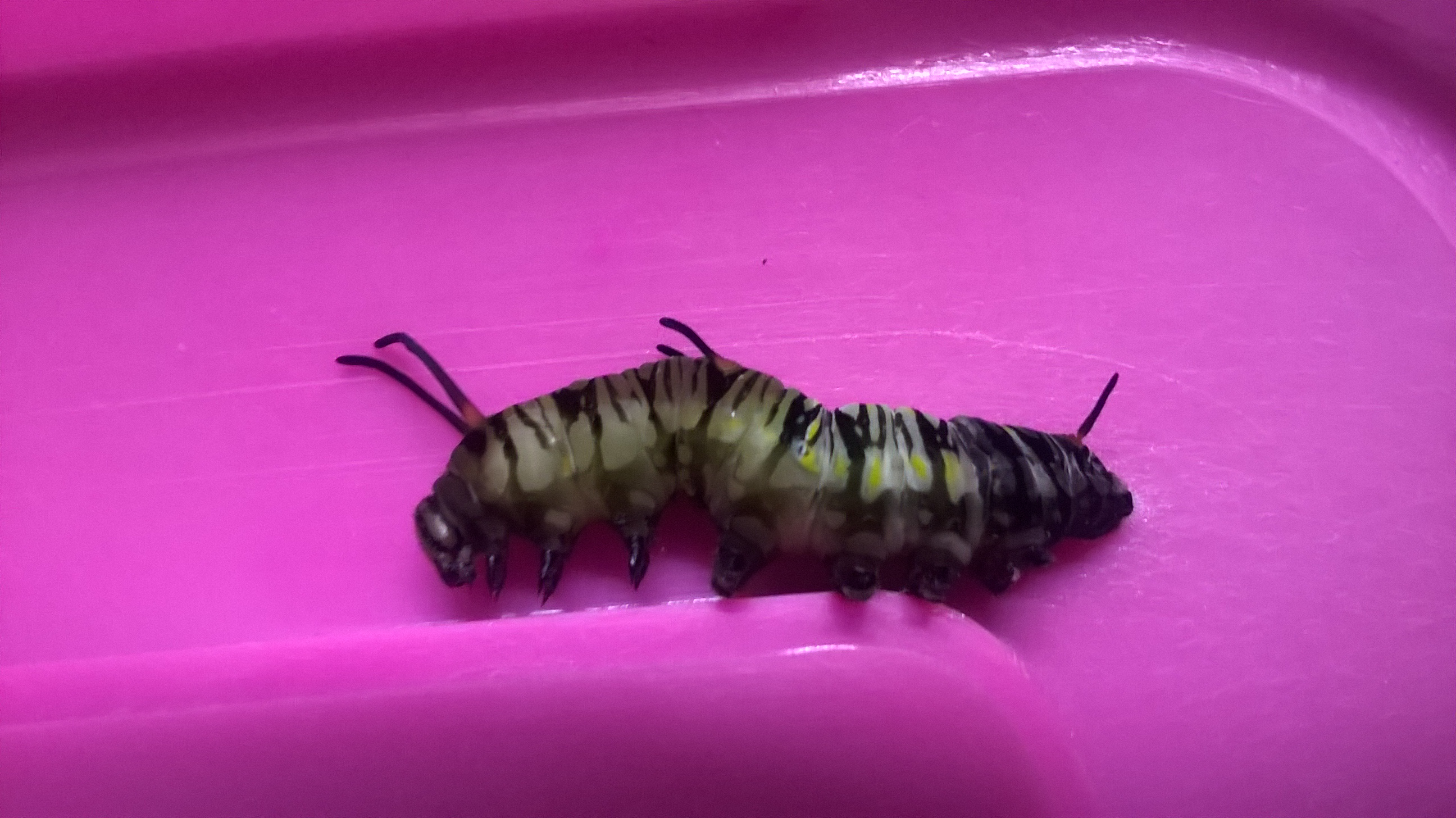
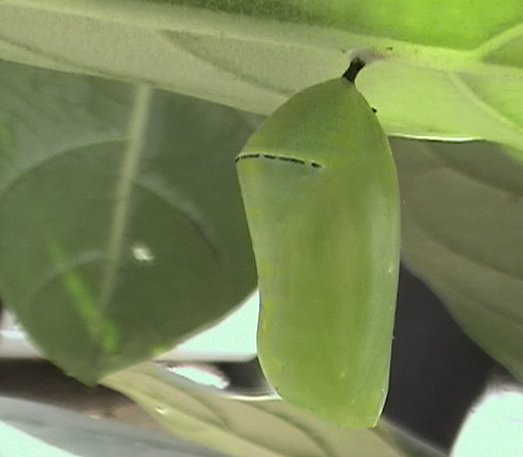

## Hàbitat
Zones arbustives i rocoses, barrancs costaners, jardins, voltants de cultius, etc. Normalment en llocs càlids i/o humits.

## Plantes nutrícies
L'eruga s'alimenta d'un gran nombre de plantes, principalment d'Asclepiadoideae (Apocynaceae):
- Asclepias (citada sobre A.cancellata, A. coarctata, A. curassavica, A. fulva, A. kaessneri, A. lineolata, A. physocarpa, A. reflexa, A. scabrifolia, A. semilunata, A. stenophylla, A. swynnertonii, A.syriaca)
- Aspidoglossum interruptum
- Calotropis (citada sobre C. gigantea, C. procera)
- Caralluma burchardii (citada a les Illes Canàries)
- Cryptolepis buchananii
- Cynanchum (citada sobre C. abyssinicum, C. acutum, C. altiscandens, C. amplexicaule, C. carnosum, C. floribundum, C. sublanceolatum)
- Gomphocarpus fruticosus
- Kanahia laniflora
- Leichardtia australis
- Leptadenia hastata
- Marsdenia leichhardtiana
- Metaplexis japonica
- Orbea variegata (citada a les Illes Canàries)
- Oxystelma pulchellum
- Pentatropis (citada sobre P. atropurpurea, P. quinquepartita
- Pergularia daemia
- Periploca linearifolia
- Pleurostelma cernuum
- Secamone (citada sobre S. afzelii, S. parvifolia, S. platystigma
- Stapelia gigantea
- Stathmostelma (citada sobre S. gigantiflorum, S. pedunculatum)
- Tylophora (citada sobre T. stenoloba, T. sylvatica)

Plantes nutrícies d'altres famílies inclouen Dyerophytum indicum (Plumbaginaceae), Ficus (Moraceae; citada sobre F. laevis, F. racemosa), Ipomoea (Convolvulaceae; citada sobre I. alba, I. bona-nox), Lepisanthes rubiginosa (Sapindaceae), així com Euphorbiaceae, Malvaceae, Poaceae, Rosaceae i Scrophulariaceae.

## Període de vol
Es tracta d'una espècie polivoltina; en climes adients les generacions succeeixen sense pausa. Al nord d'Àfrica s'observen entre març i novembre i a l'est de la regió mediterrània entre l'abril i l'octubre.